# 영화 감독
영화 감독(映畵監督)은 영화 제작을 감독하는 사람이다. 영화를 제작할 때, 연기, 촬영, 녹음, 편집 등을 지휘하고 감독하는 총책임자를 말한다. 각본의 내용을 조정해 플롯을 정하고 촬영 방법 등을 결정하며 편집을 결정하는 등 영화의 내용적 부분에 대해 모든 지휘를 한다. 배우를 캐스팅하고, 제작 디자인을 맡으며 영화 제작의 창의적인 면을 선정하는데 주 역할을 한다. 유럽 연합법에 따르면 감독은 영화의 저작자로 간주된다.

## 역할

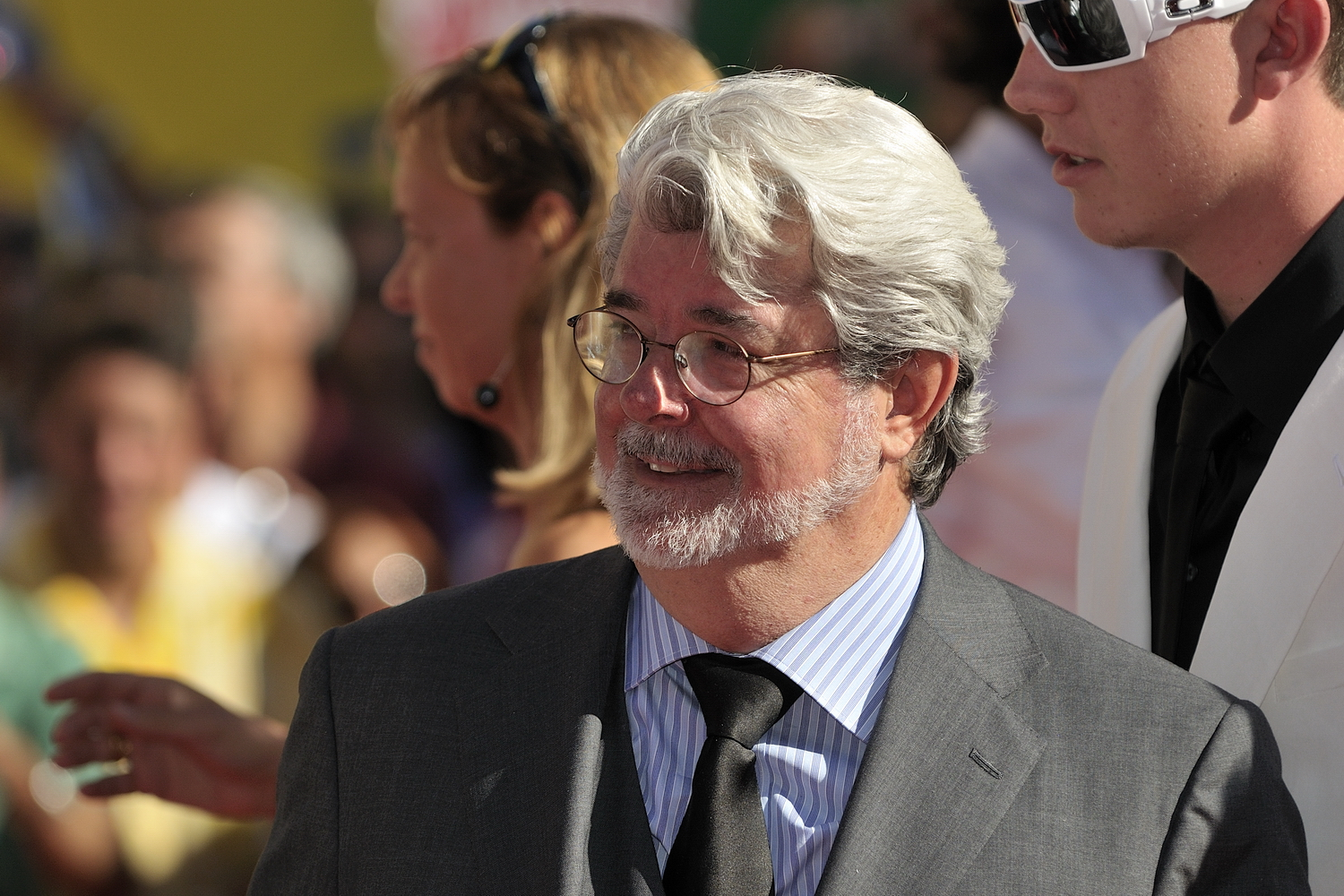
조지 루커스

영화감독은 영화 제작 과정에서 영화의 창조적인 부문을 책임진다. 영화의 총체적인 면을 구상하고 펼쳐내는 역할을 함과 동시에 영상을 구현하고 구체화하는 역할을 맡고 있다. 주어진 대본을 따라 장면을 구성해 내며 배우의 대사나 연기를 지도하고 동선을 지시한다. 미술 감독과 디자인에 대해 상의하거나 카메라 각도, 조리 효과, 조명 등의 촬영 기법에 대해 촬영 감독과 상의해 직접 결정한다. 영화 제작에 필요한 배우나 스태프 등 주요 인력을 구성하고 재정적인 부분을 담당하기도 하며, 대본을 작성하거나 편집까지 하기도 한다.
영화 감독은 배우와 스태프들과 협업하며 영화를 제작한다. 영화 제작 이전에 총체적인 리허설 촬영을 하는 경우도 있고, 각 장면 전에 단편적인 리허설을 하는 경우도 있다. 이 과정은 감독이나 배우와 스태프들에게 촬영의 진행 사항을 점검하고 대비하는 데 필수적이며, 스토리보드를 통해 순서나 세부적인 장면을 구성한다.
영화감독은 촬영 후의 편집 과정에서도 중요한 역할을 맡고 있다. 편집자와 함께 내용 전개 과정에서 각 장면의 미묘한 표현, 다양한 장면 기법 등이 잘 표현되도록 적절하게 배치하고 반영하는 역할을 한다. 색채나 온기, 밝기 등의 장면 구성을 적절히 활용하여 캐릭터의 감정을 전달하는데 치중한다. 나아가 사운드 믹스나 음향에 직접적으로 관여하기도 한다.

## 영화 감독의 유형

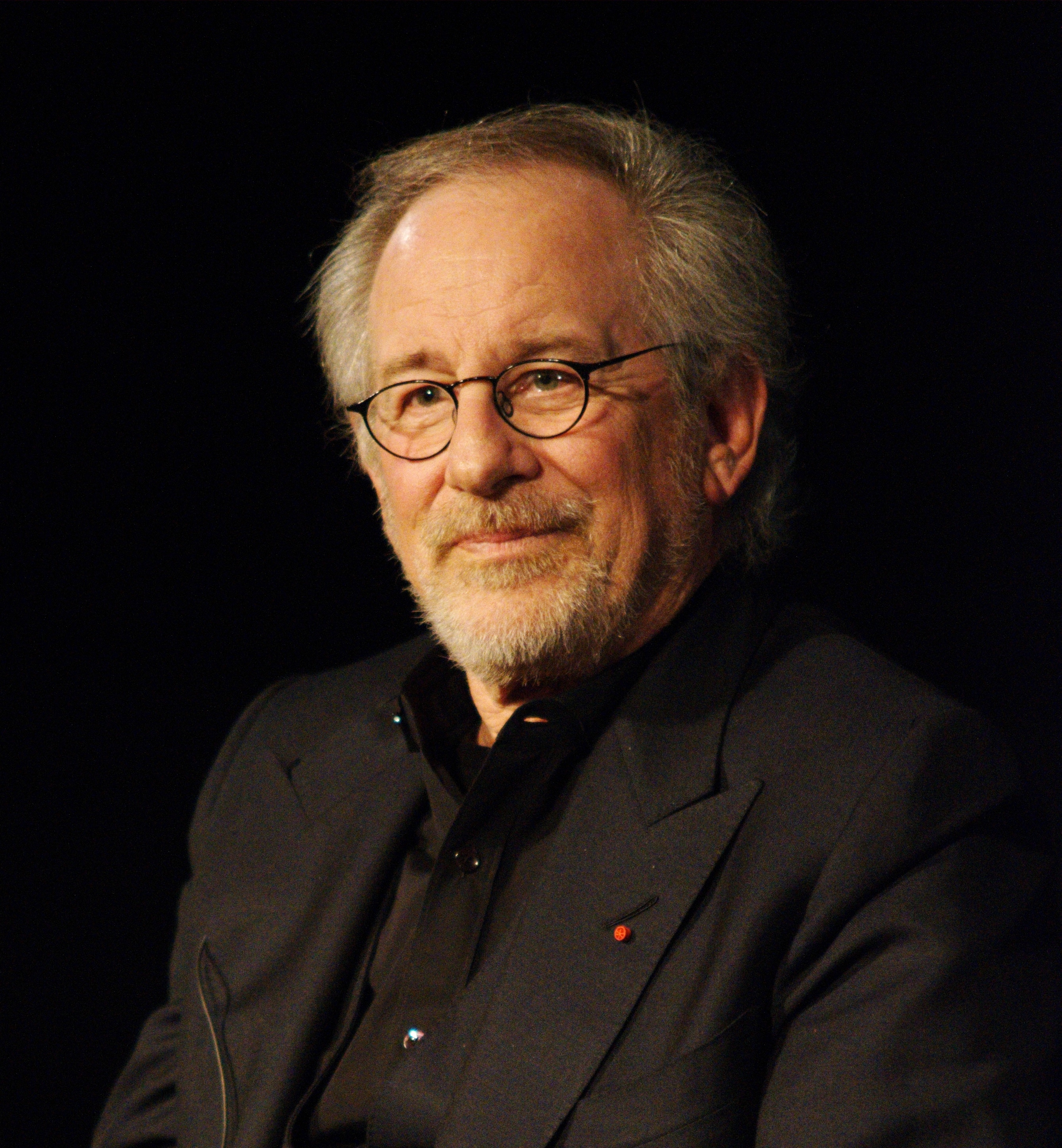
스티븐 스필버그

영화 감독이 영화를 제작하는 유형과 방식에는 여러 종류가 있다.
대략적인 줄거리를 따라 배우가 즉흥적으로 대사를 처리하는 방식이 있다. 대표적인 감독의 예로, 크리스토퍼 게스트, 왕자웨이, 스파이크 리, 황점, 빔 벤더스, 마이크 리, 장뤼크 고다르, 미클로시 얀초, 거스 밴샌트, 저드 애퍼타우, 데이비드 크로넌버그, 벤 애플렉이 있고, 로버트 올트먼, 세리조 레오네, 페데리코 펠리니도 가끔 이런 방식을 택한다.
전면적인 부분에서 배우나 스태프가 정확히 따르도록 총괄적인 통제와 지시를 하는 방식이 있다. 대표적인 감독의 예로, 데이비드 린, 구로사와 아키라, 스티븐 스필버그, 빅터 플레밍, 제임스 캐머런, 마이클 베이, 조지 루커스, 프랜시스 포드 코폴라, 스탠리 큐브릭, 크리스토퍼 놀런, 데이비드 핀처, 기예르모 델 토로, 로이 안데르손, 앨프리드 히치콕이 있다.
직접 대본을 작성하고 영화를 찍는 방식을 따르는 감독도 있다. 대표적으로 우디 앨런, 베르너 헤르초크, 알레한드로 조도로프스키, 존 카사베츠, 잉마르 베리만, 스탠리 큐브릭, 쿠엔틴 타란티노, 제임스 캐머런, 앨버트 매그놀리, 조지 루커스, J.F 로톤, 데이비드 크로넌버그, 찰리 채플린, 빌리 와일더, 에드 우드, 데이비드 린치, 코언 형제, 프랜시스 포드 코폴라, 소피아 코폴라, 페드로 알모도바르, 존 휴스, 닉 파크, 케빈 스미스, 토드 필드, 캐머런 크로, 오렌 펠리, 일라이 로스, 폴 토머스 앤더슨, 기예르모 델 토로, 라이너 베르너 파스빈더, 로이 안데르손, 올리버 스톤, 테런스 맬릭, 브렌든 모리아티, 존 싱글턴, 스파이크 리, 오슨 웰스, 구로사와 아키라, 미야자키 하야오, M. 나이트 샤말란, 폴 해기스, 빌리 밥 손턴, 황정, 타일러 페리, 로버트 로드리게스, 크리스토퍼 놀런, 조지 로메로, 세르조 레오네, 사티야지트 레이가 있고, 스튜어트 베티, 스티븐 스필버그, 스콧 스피걸, 시드니 퓨리, 팀 버턴도 몇 작품은 직접 시나리오를 썼다.
전담 작가를 두고 함께 시나리오를 작성하는 경우가 있다. 대표적인 감독과 작가의 예로, 알레한드로 곤살레스 이냐리투와 기예르모 아리아가, 엘리아 카잔과 테네시 윌리엄스, 테리 길리엄과 찰스 매케온/토니 그리소니, 웨스 앤더슨과 오언 윌슨/노아 바움백, 에드거 라이트와 사이먼 페그, 마틴 스코세이지와 니클라스 필레기/폴 슈레이더/제이 콕스, 피터 잭슨과 프랜 월시, 로버트 저메키스와 밥 게일, 루이스 부뉴엘과 장클로드 카리에르/루이스 알코리사, 크시슈토프 키에실로프스키와 크지슈토프 피에시비츠, 프랭크 캐프라와 로버트 리스킨, 미켈란젤로 안토니오니와 토니노 게라, 빌리 와일더와 I.A.L 다이아몬드, 세르조 레오네와 세르조 도나티, 크리스토퍼 놀런과 조너선 놀런/데이비드 S. 고이어가 있다.

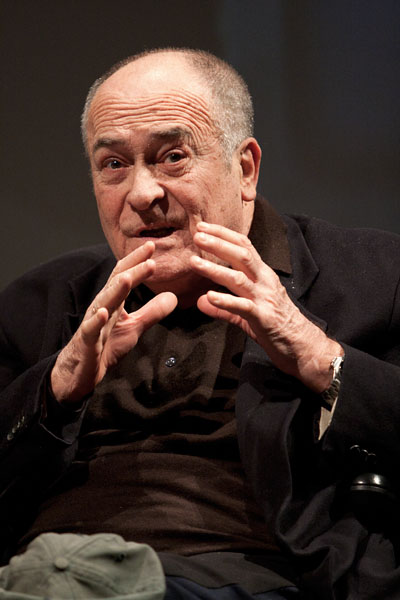
베르나르도 베르톨루치

촬영 감독으로서 직접 촬영도 하고 편집까지 하는 방식이 있다. 대표적으로, 구로사와 아키라, 피터 하이암스, 스티븐 소더버그, 조지프 폰 스턴버그, 데이비드 린, 앨버트 매그놀리, 돈 코스카렐리, 로버트 로드리게스, 제임스 캐머런, 에드 우드, 가스파 노에, 라자 고스넬, 토니 케이, 기타노 다케시, 앤디 워홀, 쓰카모토 신야, 케네스 앵거, 코언 형제가 있다.
자신의 작품에 직접 출연하는 감독들도 있다. 대표적으로는 클린트 이스트우드, 오슨 웰스, 멜 깁슨, 마틴 스코세이지, 피터 잭슨, 존 워터스, 존 카펜터, 스파이크 리, 타일러 페리, 라이너 베르너 파스빈더, 케빈 코스트너, 케네스 앵거, 우디 앨런, 존 패브로, 쿠엔틴 타란티노, 일라이 로스, 마이클 베이, 멜 브룩스, 벤 스틸러, 알레한드로 조도로프스키, 찰리 채플린, 테리 존스, 샘 레이미, 로만 폴란스키, 빌리 밥 손턴, 실베스터 스탤론, M. 나이트 샤말란, 윌 헤이, 해럴드 레이미스, 로버트 드니로, 오우삼, 케빈 스미스, 에드 우드, 워런 비티가 있고, 에드거 라이트, 케네스 브래나, 앨프리드 히치콕, 스콧 스피겔, 숀 레비, 스파이크 존즈는 자신의 작품에 카메오로 출연했다.
자신의 작품에 삽입되는 음악을 직접 작곡하는 경우가 있다. 대표적인 감독으로 찰리 채플린, 클린트 이스트우드, 데이비드 린치, 알레한드로 조도로프스키, 존 카펜터, 알레한드로 아메나바르, 사티야지트 레이, 로버트 로드리게스가 있다.
한 감독이 자신의 작품 중 두 개 이상에 같은 배우를 캐스팅하기도 한다. 대표적으로 멜 브룩스, 팀 버튼, 코언 형제, 기예르모 델 토로, 에밀리오 페르난데스, 데이비드 린치, 에드 우드, 로버트 로드리게스, 볼프강 라이트만, 돈 블루스, 숀 레비, 테리 존스, 쿠엔틴 타란티노, 마틴 스코세이지, 롭 좀비, 샘 레이미, 제임스 캐머런, 스파이크 리, 장피에르 죄네, 데이비드 핀처, 존 머스커, 론 클레먼츠, 에드거 라이트, M. 나이트 샤말란, 빈첸초 나탈리, 배즈 루어먼, 앨프리드 히치콕, 테리 길리엄, 스파이크 존즈, 일라이 로스, 크리스토퍼 놀런, 우디 앨런, 저스틴 린, 케빈 스미스, 아이번 라이트먼, 매니 라트남, 로버트 저메키스, 구로사와 아키라, 리들리 스콧, 존 워터스, 웨스 앤더슨, 제이스 프리드버그, 에런 셀처가 있다. 스탠리 큐브릭과 스콧 스피걸 또한 같은 배우를 몇 번 캐스팅 한 적이 있다.
시나리오 작성, 촬영, 음악, 편집 등 영화 제작의 전반적인 부분을 전부 혼자서 하는 경우가 있다. 대표적으로 조시 베커, 로버트 로드리게스, 윌리엄 유뱅크, 존 워터스가 있다.
다른 직업에서 영화감독으로 전향한 경우도 있다. 얀 더본트, 마크 골드블랫, 클린트 이스트우드, 에밀리오 에스테베스, 론 하워드, 프랭크 마셜이 대표적인 예다.

## 감독별 영화 구분
감독별로 공통적으로 보이는 묘사 방식이나, 시점과 관점, 그리고 주제를 알 수 있다.

## 영화 감독 조합

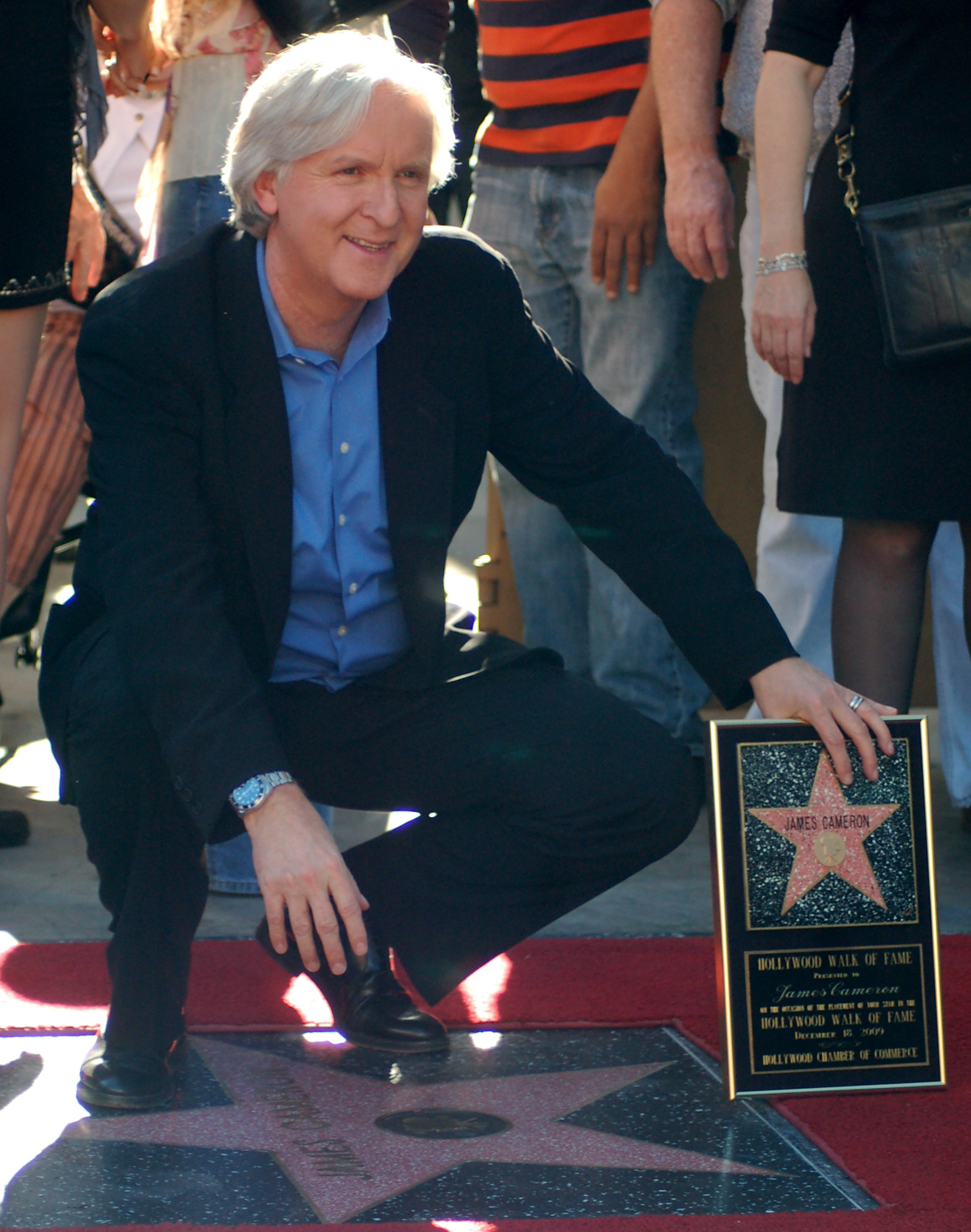
제임스 캐머런

미국의 영화 감독들은 주로 미국 감독 조합(Directors Guild of America)에 소속되어 있고, 캐나다의 경우 캐나다 감독 조합(Directors Guild of Canada)이 동등한 역할을 한다. 영국의 경우에는 영국 감독 조합(Directors Guild of Great Britain)이 있다. 그리고 대한민국의 경우 한국영화감독협회가 있으며 2006년 젊은 영화 감독들이 새로이 결성한 한국영화감독조합(Director's Guild of Korea, DGK)이 있다.
유럽에는 유럽 영화감독 조합(FERA : the Federation of European Film Directors)이 있어, 30개국 37명의 감독이 소속되어 있다.
신입 영화 감독의 경우 한 해 20만 달러 정도를 벌어들이며, 유명한 영화감독의 경우 계약 조건이 중요하겠지만 영화가 흥행할 시 그에 따른 많은 수입을 얻는다.

## 같이 보기
- 영화 감독 목록
- 한국의 영화 감독 목록